# رنگینک سینه‌پولکی
رنگینک سینه‌پولکی (نام علمی: Heteromunia pectoralis) یک سهره ریز قهوه‌ای و خاکستری کوچک با نوک خاکستری و صفحه سینه سفید پولکی متمایز است که بومی شمال استرالیا است. این پرنده دانه‌خوار است که به صورت جفت و گله‌های کوچک در ساوانای خشک و علفزارهای دشت خشک نیمه‌گرمسیری یا گرمسیری یافت می‌شود.
واژهٔ Pectoralis از کلمه لاتین pectoris به معنی سینه گرفته شده‌است، اما همچنین کلمه فرانسوی قدیمی pectorale به معنای صفحه سینه را تداعی می‌کند که منعکس‌کننده پیش‌بند سفید صدفی روی این پرنده است.
آنها دم نسبتاً کوتاه با حالت ایستاده هستند. جفت‌های رنگینک سینه‌پولکی مادام‌العمر جفت می‌شوند و ۴ تا ۶ تخم سفید یا آبی‌فام را در یک لانه چمنی گنبدی‌شکل در چمن‌های بلند یا بوته‌های کم‌ارتفاع می‌گذارند.